# Нема више Пиринеја
Нема више Пиринеја (фр. Il n'y a plus de Pyrénées) су речи које је изговорио шпански амбасадор у Паризу 16. новембра 1700. године у Версају када је Луј XIV прихватио да његов унук постане нови краљ Шпаније Филип V. Ове речи заправо значе да престају сви сукоби између Француске и Шпаније. Волтер је грешком ове речи приписао француском краљу.